# 다케시타 내각
다케시타 내각(일본어: 竹下内閣)은  다케시타 노보루가 제74대 내각총리대신으로 임명되어, 1987년 11월 6일부터 1988년 12월 27일까지 존재한 일본의 내각이다.
이 내각은 자유민주당 창당 이래 처음으로 당내 비주류파가 각료에 끼어주지 않은 주류파만으로 구성한 내각이다.

## 국무대신
| 직책                  | 성명 | 성명              | 소속                           | 비고                               |
| --------------------- | ---- | ----------------- | ------------------------------ | ---------------------------------- |
| 내각총리대신          |      | 다케시타 노보루   | 중의원 자유민주당 (다케시타파) |                                    |
| 부총리                |      | 미야자와 기이치   | 중의원 자유민주당 (미야자와파) |                                    |
| 법무대신              |      | 하야시다 유키오   | 참의원 자유민주당 (미야자와파) |                                    |
| 외무대신              |      | 우노 소스케       | 중의원 자유민주당 (나카소네파) |                                    |
| 대장대신              |      | 미야자와 기이치   | 중의원 자유민주당 (미야자와파) |                                    |
| 대장대신              |      | 다케시타 노보루   | 중의원 자유민주당 (다케시타파) |                                    |
| 대장대신              |      | 무라야마 다쓰오   | 중의원 자유민주당 (미야자와파) |                                    |
| 문부대신              |      | 나카지마 겐타로   | 중의원 자유민주당 (아베파)     | 국립국회도서관 연락조정위원회 위원 |
| 후생대신              |      | 후지모토 다카오   | 중의원 자유민주당 (고모토파)   | 연금 문제 담당                     |
| 농림수산대신          |      | 사토 다카시       | 중의원 자유민주당 (아베파)     |                                    |
| 통상산업대신          |      | 다무라 하지메     | 중의원 자유민주당 (다케시타파) |                                    |
| 운수대신              |      | 이시하라 신타로   | 중의원 자유민주당 (아베파)     | 신도쿄 국제공항 문제 담당          |
| 우정대신              |      | 나카야마 마사아키 | 중의원 자유민주당 (나카소네파) |                                    |
| 노동대신              |      | 나카무라 다로     | 참의원 자유민주당 (다케시타파) |                                    |
| 건설대신              |      | 오치 이헤이       | 중의원 자유민주당 (나카소네파) |                                    |
| 자치대신              |      | 가지야마 세이로쿠 | 중의원 자유민주당 (다케시타파) |                                    |
| 국가공안위원회 위원장 |      | 가지야마 세이로쿠 | 중의원 자유민주당 (다케시타파) |                                    |
| 내각관방장관          |      | 오부치 게이조     | 중의원 자유민주당 (다케시타파) |                                    |
| 총무청 장관           |      | 다카토리 오사무   | 중의원 자유민주당 (다케시타파) |                                    |
| 홋카이도 개발청 장관  |      | 가스야 시게루     | 중의원 자유민주당 (미야자와파) |                                    |
| 오키나와 개발청 장관  |      | 가스야 시게루     | 중의원 자유민주당 (미야자와파) |                                    |
| 방위청 장관           |      | 가와라 쓰토무     | 중의원 자유민주당 (미야자와파) |                                    |
| 방위청 장관           |      | 다자와 기치로     | 중의원 자유민주당 (미야자와파) |                                    |
| 경제기획청 장관       |      | 나카오 에이이치   | 중의원 자유민주당 (나카소네파) |                                    |
| 과학기술청 장관       |      | 이토 소이치로     | 중의원 자유민주당 (고모토파)   |                                    |
| 환경청 장관           |      | 호리우치 도시오   | 중의원 자유민주당 (아베파)     |                                    |
| 국토청 장관           |      | 오쿠노 세이스케   | 중의원 자유민주당 (무파벌)     |                                    |
| 국토청 장관           |      | 우쓰미 히데오     | 중의원 자유민주당 (다케시타파) |                                    |

- 1987년 11월 6일 임명.

## 내각관방부장관·내각법제국 장관
| 직책            | 성명            | 주요 경력                       |
| --------------- | --------------- | ------------------------------- |
| 내각관방부장관  | 오자와 이치로   | 중의원 / 자유민주당(다케시타파) |
| 내각관방부장관  | 이시하라 노부오 | 전 자치 사무 차관               |
| 내각법제국 장관 | 미무라 오사무   | 전 도쿄 고등검찰청 검사장       |

- 1987년 11월 6일 임명.

## 정무 차관
| 직책                    | 성명              | 소속                            |
| ----------------------- | ----------------- | ------------------------------- |
| 법무 정무 차관          | 후지노 겐지       | 참의원 / 자유민주당(아베파)     |
| 외무 정무 차관          | 하마다 다쿠지로   | 중의원 / 자유민주당(미야자와파) |
| 대장 정무 차관          | 히라누마 다케오   | 중의원 / 자유민주당(아베파)     |
| 대장 정무 차관          | 사토 에이사쿠     | 참의원 / 자유민주당             |
| 대장 정무 차관          | 오하마 호에이     | 참의원 / 자유민주당(다케시타파) |
| 문부 정무 차관          | 후나다 하지메     | 중의원 / 자유민주당(다케시타파) |
| 후생 정무 차관          | 나가노 스케나리   | 중의원 / 자유민주당(나카소네파) |
| 농림 수산 정무 차관     | 기타구치 히로시   | 중의원 / 자유민주당             |
| 농림 수산 정무 차관     | 요시카와 히로시   | 중의원 / 자유민주당             |
| 통상 산업 정무 차관     | 우라노 야스오키   | 중의원 / 자유민주당             |
| 통상 산업 정무 차관     | 구라타 히로유키   | 참의원 / 자유민주당(아베파)     |
| 운수 정무 차관          | 규마 후미오       | 중의원 / 자유민주당(다케시타파) |
| 우정 정무 차관          | 시라카와 가쓰히코 | 중의원 / 자유민주당(미야자와파) |
| 노동 정무 차관          | 우라타 마사루     | 참의원 / 자유민주당(다케시타파) |
| 건설 정무 차관          | 고가 마코토       | 중의원 / 자유민주당(미야자와파) |
| 자치 정무 차관          | 모리타 하지메     | 중의원 / 자유민주당(미야자와파) |
| 총무 정무 차관          | 구마가와 쓰기오   | 중의원 / 자유민주당             |
| 홋카이도 개발 정무 차관 | 우에쿠사 요시테루 | 중의원 / 자유민주당(나카소네파) |
| 방위 정무 차관          | 고무라 마사히코   | 중의원 / 자유민주당(고모토파)   |
| 경제 기획 정무 차관     | 우스이 히데오     | 중의원 / 자유민주당(고모토파)   |
| 과학 기술 정무 차관     | 다케야마 유타카   | 참의원 / 자유민주당(다케시타파) |
| 환경 정무 차관          | 스기모토 쓰네오   | 참의원 / 자유민주당             |
| 환경 정무 차관          | 이시이 미치코     | 참의원 / 자유민주당             |
| 오키나와 개발 정무 차관 | 오카노 유타카     | 참의원 / 자유민주당(다케시타파) |
| 국토 정무 차관          | 오하라 이치조     | 중의원 / 자유민주당(다케시타파) |

- 1987년 11월 10일 임명.

## 참고 문헌
- 하타 이쿠히코 편 《일본 관료제 종합 사전 : 1868 ~ 2000》(도쿄 대학 출판회, 2001년)